# 长腹园蛛
长腹园蛛（学名：Araneus elongatus）为园蛛科园蛛属的动物。在中国大陆，分布于云南等地。